# روبين أومبيريز
روبين أومبيريز (بالإسبانية: Rubén Umpiérrez)‏ هو مدرب كرة قدم ولاعب كرة قدم أوروغواياني في مركز الوسط، ولد في 25 أكتوبر 1956 في كانلونيس في الأوروغواي. شارك مع منتخب الأوروغواي تحت 20 سنة لكرة القدم ومنتخب الأوروغواي لكرة القدم. أما مع النوادي، فقد لعب مع إي أس نانسي وبنيارول وراسينغ كولومب ونادي باريس ونادي كريتيل.

## وصلات خارجية
- روبين أومبيريز على موقع قاعدة بيانات كرة القدم.إي يو (الإنجليزية)
- روبين أومبيريز على موقع ناشيونال فوتبول تيمز (الإنجليزية)
- روبين أومبيريز على موقع عالم كرة القدم.نت (الإنجليزية)